# Follow the Leader
Follow the Leader er det tredje album fra nu metal-bandet Korn som tager meget afstand fra de to første album. Det blev udgivet d. 18. august 1998 gennem Immortal/Epic Records. Det er ment som et album der virkelig brød gennem og gjorde nu metal til en del af mainstream. 

## Indholdet
Albummet indeholder et talrigt gæstevokalister som inkluderer Ice Cube på "Children of the Korn", Tre Hardson fra The Pharcyde på "Cameltosis" og Limp Bizkits Fred Durst på "All In The Family". Skuespiller Cheech Marin sørgede for vokalen på "Earache My Eye",¨et cover fra Cheech & Chong filmen Op i røg, hvor bandet byttede instrumenter til sangen. 
Fra spor 1-12 er der fuldstændig stilhed og den første sang begynder ved spor 13. Dette er til ære for en fan ved navn Justin som fik en sygdom. En af sangene er også opkaldt efter ham.

## Spor
| 13.     | "It's On!"                                                       | 4:28  |
| 14.     | "Freak On a Leash"                                               | 4:15  |
| 15.     | "Got the Life"                                                   | 3:45  |
| 16.     | "Dead Bodies Everywhere"                                         | 4:44  |
| 17.     | "Children of the Korn" (Feat. Ice Cube)                          | 3:52  |
| 18.     | "B.B.K."                                                         | 3:56  |
| 19.     | "Pretty"                                                         | 4:12  |
| 20.     | "All In the Family" (Feat. Fred Durst)                           | 4:48  |
| 21.     | "Reclaim My Place"                                               | 4:32  |
| 22.     | "Justin"                                                         | 4:17  |
| 23.     | "Seed"                                                           | 5:54  |
| 24.     | "Cameltosis"                                                     | 4:38  |
| 25.     | "My Gift to You" (Inkluderer et skjult nummer, "Earache My Eye") | 15:42 |
| 1:10:06 |                                                                  |       |

## Musikere
- Jonathan Davis – Vokal, (sækkepibe på "My Gift to You")
- Reginald "Fieldy" Arvizu – Bas
- James "Munky" Shaffer – Guitar
- Brian "Head" Welch – Guitar
- Cheech Marin – Vokal på "Earache My Eye"
- Tré Hardson – Vokal på "Cameltosis"
- Ice Cube – Vokal på "Children of the Korn"
- Fred Durst – Vokal på "All In The Family"

## Placering på hitlister
Album – Billboard (Nord America)
| År   | Hitliste            | Placering |
| ---- | ------------------- | --------- |
| 1998 | The Billboard 200   | 1         |
| 1998 | Top Canadian Albums | 1         |

Singler – Billboard (Nord America)
| År   | Single             | Hitliste               | Placering |
| ---- | ------------------ | ---------------------- | --------- |
| 1998 | "Got the Life"     | Mainstream Rock Tracks | 15        |
| 1998 | "Got the Life"     | Modern Rock Tracks     | 17        |
| 1999 | "Freak on a Leash" | Mainstream Rock Tracks | 10        |
| 1999 | "Freak on a Leash" | Modern Rock Tracks     | 6         |